# Conn mac Aodha Ruaidh Ó Domhnaill
Conn mac Aodha Ruaidh Ó Domhnaill (mort le 19 octobre 1497 est brièvement le 19e O'Donnell ou Ua Domhnaill du  clan, et roi de  Tyrconnell en Irlande en 1497.

## Origine
Conn mac Aodha Ruaidh Ó Domhnaill  est l’aîné des fils de  Aodh Ruadh mac Niall Ghairbh Ó Domhnaill  à qui il succède lorsque ce dernier abdique.

## Règne
En 1497 des rivalités familiales contraignent le 26 mai Aodh Ruadh à renoncer au trône en faveur de son fils aîné Conn. Cette même année, Ó Domhaill impose un partage du domaine des Ua Conchobhair Sligigh entre deux factions de cette lignée toutefois il est vaincu et tué dès le 19 octobre 1497 par les Mac Dermot de Mag Luirg qui s'emparent du « psautier Cathach » de Saint Colomba qui accompagnait toujours les Ó Domhnaill sur les champs de bataille. Son père Aodh Ruaid reprend alors son titre.

## Source
- (en) Art Cosgrove, New History of Irland,Volume II ‘’Medieval Ireland 1169-1534’’, Oxford, Oxford University Press, 2008, 1066 p. (ISBN 978-0-19-953970-3), p. 623,626
- (en) T.W Moody, F.X. Martin et F.J. Byrne, A New History of Ireland IX Maps, Genealogies, Lists. A companion to Irish History part II, Oxford, Oxford University Press, 2011, 690 p. (ISBN 978-0-19-959306-4).